# Elisabet de Hessen-Darmstadt
Elisabet de Hessen-Darmstadt, gran duquessa de Rússia (Darmstadt 1864 - Alapàievsk Rússia 1918), nascuda altesa gran ducal, la princesa Elisabet Alexandra Lluïsa Alícia de Hessen-Darmstadt adquirí el títol de gran duquessa de Rússia arran del seu matrimoni amb el gran duc Sergi de Rússia.
Nascuda l'1 de novembre de 1864 al Palau gran ducal de Darmstadt essent filla del gran duc Lluís IV de Hessen-Darmstadt i de la princesa Alícia del Regne Unit. Era neta de la reina Victòria I del Regne Unit. La seva infància estigué marcada per les dificultats econòmiques de la seva família arran de la invasió prussiana de Darmstadt i la compensació econòmica de cinc milions de florins que el petit gran ducat hagué de pagar a Prússia per l'ocupació de 1866.
La diftèria afectà la seva família i provocà la mort de la seva mare i la de dos germans seus. En refugiar-se al costat de la seva àvia a Windsor, Elisabet fou l'única membre de la família que escapà a la infecció mortal.
Nombrosos foren els pretendents que la princesa tingué durant la seva joventut entre els quals destaca el príncep i futur kàiser Guillem II de Prússia, el qual rebutjà per la seva arrogància i pel poc interès que tenia a esdevenir reina de la militarista Prússia. Es va casar amb el pretendent següent, el gran duc Sergi de Rússia, un home místic, amb una ment artista i força reservat.
Sergi de Rússia era fill del tsar Alexandre II de Rússia i de la princesa Maria de Hessen-Darmstadt. El casament tingué lloc el 1884 a Sant Petersburg. La parella no tingué fills i, malgrat que no hi ha res provat al respecte, sempre s'ha especulat amb una possible homosexualitat del gran duc. L'any 1891 després de la mort de la princesa Alexandra de Grècia, esposa del gran duc Pau de Rússia germà del gran duc Sergi de Rússia, la parella adoptà els seus fills:
- Maria de Rússia, gran duquessa, nascuda el 1890 a Sant Petersburg i morta el 1959 al castell de Mainau a Baden-Württemberg. Es casà amb el príncep Guillem de Suècia del qual es divorcià per casar-se amb el príncep Sergei Putiatin.

- Demetri de Rússia, gran duc nascut el 1891 a Ilynoske (Rússia) i mort el 1942 a Davos. Es casà amb la multimilionària estatunidenca Audrey Emery.

L'any 1888 Elisabet i els grans ducs Pau i Sergi de Rússia viatjaren a Jerusalem per assistir a la consagració d'una església dedicada a la memòria de la tsarina Maria de Hessen-Darmstadt, el viatge causà una enorme impressió a Elisabet i despertà profunds interessos religiosos en el si de la seva consciència.
En el marc de la fortíssima repressió que encapçalà el tsar Alexandre III de Rússia, el gran duc Sergi fou creat Governador general de Moscou. Elisabet i Sergi es traslladaren a viure a la ciutat santa de Rússia on l'any 1905, a les portes del Kremlin, el gran duc va ser assassinat per un revolucionari nihilista.
Al llarg dels següents anys, ella tingué un paper més destacat a la Cort gràcies al casament de la seva germana amb el tsar Nicolau II de Rússia. Alhora, mostrà de forma evident el seu desinterès per als fills del gran duc Pau de Rússia, els quals quedaren sota la seva tutoria a partir de 1901, aquesta actitud s'explica per la frustració que sentia per no haver pogut tenir fills propis.
Arran de la mort del seu espòs, abandonà la vida social i creà un nou orde religiós dedicat a l'ajut als pobres i desemparats, amb el qual va assolir grans quotes de popularitat. Malgrat tot, l'any 1916 i l'any 1917 el convent fou atacat i la princesa fou feta presonera per les tropes comunistes.
Junt amb altres membres de la família imperial, l'any 1918 fou empresonada i transportada als Urals on després d'un intent de fuga foren llençats en una mina a Alapàievsk. Abans, Elisabet rebutjà una salvaconducta ofert per Guillem II de Prússia que li hagués salvat la vida. Abans de ser llençats al pou resà dient «Senyor, perdoneu-los que no saben el que fan». El seu cos fou rescat i enterrat l'any 1920 a Pequín. La seva germana gran, la Victòria de Hessen-Darmstadt feu els tràmits necessaris perquè el cos descansés a l'església ortodoxa de Jerusalem a la qual Elisabet havia assistit a la seva consagració.
L'any 1982 fou santificada per l'església ortodoxa de Rússia a l'exili de Nova York.